# Borgáta
Borgáta is een plaats (község) en gemeente in het Hongaarse comitaat Vas. Borgáta telt 159 inwoners (2001).